# Box modeling

box modeling - algorytm Catmulla-Clarka

Box modeling (ang.) – rodzaj modelowania polegający na utworzeniu prostej bryły (np. sześcianu) i dzieleniu jej, formując pożądany kształt. Często używany w modelowaniu subdivision surfaces.
Programy wykorzystujące tę technikę:
- LightWave 3D
- POV-Ray
- Blender
- 3D Studio Max
- Maya
- SOFTIMAGE|XSI
- Zmodeler 3d
- Cinema 4D
- Rhinoceros 3D
- Anim8or
- Wings 3D[1]